# Răzvan Raț
Răzvan Dincă Raț, mais conhecido como Răzvan Raț, ou simplesmente Raț (Slatina, 26 de maio de 1981), é um ex-futebolista profissional romeno que atuava como lateral-esquerdo. 

## Carreira
Jogador da lateral esquerda, Raț iniciou em 1997 a carreira, no Rapid Bucareste, clube que defendeu primeiramente até 2000, voltando em 2001 após uma temporada no Bacău. Após conquistar seu segundo campeonato romeno com o Rapid, em 2003 (o primeiro fora em 1999), assinou com a equipe ucraniana do Shakhtar Donetsk.
Anteriormente, após ter sido três vezes campeão ucraniano com o Shakhtar, é considerado um dos principais jogadores do clube.

## Seleção romena
Raț (rats) estreou pela Romênia em 2002. Com a classificação da Seleção Romena para a Eurocopa 2008, recebeu do presidente do país, Traian Băsescu, a condecoração Medalia Meritul Sportiv, terceira classe; o país estava ausente de torneios desde a Eurocopa 2000. Na edição 2008 da Euro, ajudou a equipe - sorteada no "grupo da morte" a conseguir empates contra os últimos finalistas da Copa do Mundo, França e Itália. Entretanto, os romenos acabaram caindo na primeira fase após a derrota de de 0 x 2 para os Países Baixos.
Ele fez parte do elenco da Seleção Romena de Futebol da Eurocopa de 2016.

## Títulos
Rapid Bucareste
- Campeonato Romeno: 1999, 2003
- Copa da Roménia: 2002
- Supercopa da Roménia: 2003

 Shakhtar Donetsk
- Campeonato Ucraniano: 2005, 2006, 2008, 2010, 2011, 2012, 2013
- Copa da Ucrânia: 2004, 2008, 2011, 2012, 2013
- Supercopa da Ucrânia: 2005, 2008, 2010
- Copa da UEFA: 2008/09